# Linwood (Nova Jersey)
Linwood és una població dels Estats Units a l'estat de Nova Jersey. Segons el cens del 2008 tenia 7.216 habitants.

## Demografia
Segons el cens del 2000, Linwood tenia 7.172 habitants, 2.647 habitatges, i 1.966 famílies. La densitat de població era de 723 habitants/km².
Dels 2.647 habitatges en un 35,1% hi vivien nens de menys de 18 anys, en un 63,4% hi vivien parelles casades, en un 8,5% dones solteres, i en un 25,7% no eren unitats familiars. En el 22,3% dels habitatges hi vivien persones soles el 12,9% de les quals corresponia a persones de 65 anys o més que vivien soles. El nombre mitjà de persones vivint en cada habitatge era de 2,65 i el nombre mitjà de persones que vivien en cada família era de 3,13.
Per edats la població es repartia de la següent manera: un 26,2% tenia menys de 18 anys, un 3,8% entre 18 i 24, un 24,3% entre 25 i 44, un 27% de 45 a 60 i un 18,8% 65 anys o més.
L'edat mediana era de 43 anys. Per cada 100 dones de 18 o més anys hi havia 83,6 homes.
La renda mediana per habitatge era de 60.000 $ i la renda mediana per família de 71.415 $. Els homes tenien una renda mediana de 51.614 $ mentre que les dones 31.627 $. La renda per capita de la població era de 32.159 $. Aproximadament el 3,8% de les famílies i el 3,9% de la població estaven per davall del llindar de pobresa.

## Poblacions més properes
El següent diagrama mostra les poblacions més properes.